# Ехіноцити

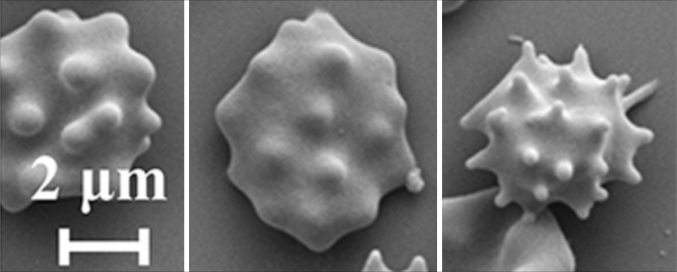
Сканувальна електронна мікроскопія ехіноцитів

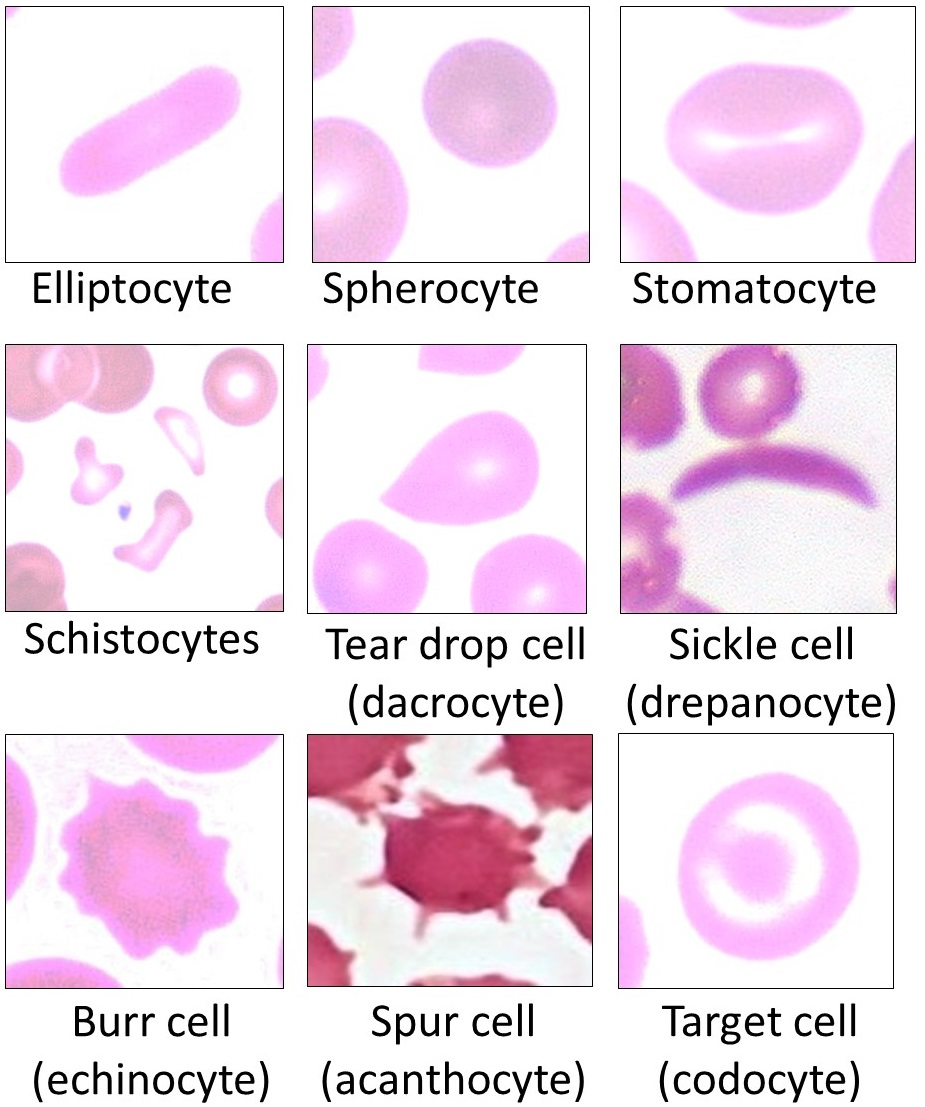
Ехіноцити порівняно з іншими формами пойкілоцитозу

Ехіноцит – (від грецького слова ἐχῖνος, «їжак або морський їжак» та κύτος, «клітина») у біології та медицині людини, стосується незвичного вигляду червонокрівців (еритроцитів), які мають видозмінену клітинну мембрану, що відзначається багатьма маленькими, рівномірно розташованими шипами. Більш узагальнена можлива назва для таких клітин – шерехаті клітини (в англ. джерелах burr cells).

## Фізіологія
Ехіноцити часто плутають з акантоцитами, але спосіб зміни їхньої клітинної мембрани, інший.  Ехіноцитоз — це оборотний стан еритроцитів, який часто-густо, є просто артефактом, що виробляється ЕДТА, яка використовується як антикоагулянт у зразках крові.  Від акантоцитів, ехіноцити можна відрізнити за виглядом виростів, яких менше але їх більше, ніж у акантоцитів, і вони рівномірно розташовані.  Ехіноцити також, вирізняються блідістю посередині або освітленням кольору в центрі клітини, під час фарбування за Райтом.

## Причини
Крім їхньої появи внаслідок фарбування чи висихання, ехіноцити пов’язані з:
•Уремією та хронічною хворобою нирок
•Нестачею піруваткінази
•Гіпофосфатемією
•Гіперліпідемією
•Недостатнім рівнем фосфогліцераткінази
•Дисемінованою злоякісною пухлиною
•Мієлопроліферативними розладами
•Нестачею вітаміну Е
•Раннім посттрансфузійним РБК
Ехіноцити, як і акантоцити, можуть бути виявлені у разі гіперліпідемії, спричиненої дисфункцією печінки, але власне ліпіди, не зрощуються з мембраною.  Натомість припускають, що рецептори клітинної поверхні еритроцитів, зв’язуються з  ліпопротеїнами високої густини, і це викликає зміну форми.
Було також доведено, що ці клітини розвиваються in vivo під час гемодіалізу та зникають наприкінці процедури очищення крові.  Виявилося, що рівень ехіноцитозу, пов’язаний зі збільшенням в’язкості крові, яке відбувається впродовж гемодіалізу.
Утворення ехіноцитів, також можна спонукати імпульсами електричного поля.  Змінний електричний струм викликає зміни в мембранах червонокрівців, пов’язані з більшою проникністю для води та зниженою тонусністю, що призводить до перетворення їх в ехіноцити.